# 王度 (嘉靖進士)
王度（1491年—1541年），字律生，號石梁，浙江台州府臨海縣民籍，宁海县人。明朝政治人物。

## 生平
原姓范，治《詩經》，由國子生中式正德十四年己卯科（1519年）浙江鄉試第二十六名舉人，嘉靖二年（1523年）癸未科中會試第六十一名，改姓王，殿試登第二甲第九十九名進士。授松江府學教授，嘉靖四年（1525年）主考江西鄉試，历南京工部郎中，官至江西建昌府知府。

## 著作
著有《囘浦集》、《语道集》、《庚辛集》、《云言》、《䕃松集》、《石梁集》。

## 家族
曾祖王宗，知府，贈中議大夫、資治尹。祖父王文，布政司右参政。父王愿。母陳氏；继母樊氏。具庆下。
行二，兄鏞、弟鈇、鑾、鑰、金、铣、铠。